# امبیکاپور پارت-ایکس
امبیکاپور پارت-ایکس (به انگلیسی: Ambikapur Part-X) یک منطقهٔ مسکونی در هند است که در آسام واقع شده‌است.

## خصوصیات
امبیکاپور پارت-ایکس ۱۰٬۰۱۴ نفر جمعیت دارد.